# Marjorie Eaton
Pour les articles homonymes, voir Eaton.
Marjorie Eaton est une actrice américaine née le 5 février 1901 à Oakland en Californie et morte le 21 avril 1986 à Palo Alto en Californie.

## Filmographie

### Cinéma
- 1946 : Anna et le Roi de Siam : Miss MacFarlane
- 1946 : Deux Nigauds dans le manoir hanté : Bessie
- 1947 : Le deuil sied à Électre : une femme de ménage
- 1948 : The Tender Years : Mme Richards
- 1948 : Vengeance de femme : une serveuse
- 1948 : La Fosse aux serpents : une patiente
- 1949 : La Dynastie des Forsyte : Hester Forsyte
- 1949 : The Story of Seabiscuit : Miss Newsome
- 1950 : The Vicious Years : Zia Lola
- 1951 : Un crime parfait : la femme étrange
- 1952 : Rose of Cimarron : une villageoise
- 1952 : Hold That Line : Miss Whitsett
- 1957 : Zombies of Mora Tau : Grand-mère Peters
- 1957 : Témoin à charge : Miss O'Brien
- 1961 : Marée nocturne : Madame Romanovitch
- 1962 : The Three Stooges in Orbit : Mme McGinnis
- 1963 : The Three Stooges Scrapbook : Mme McGinnis
- 1963 : Monstrosity : Mme March
- 1964 : Mary Poppins : Miss Persimmon
- 1966 : Le Dortoir des anges : Sœur Ursula
- 1968 : Les Tiens, les Miens, le Nôtre : une femme de ménage
- 1968 : Bullitt de Peter Yates : Mme Larkin
- 1969 : Hail, Hero! : une sœur
- 1971 : Harold et Maude : Mme Arouet
- 1972 : Liberté provisoire : la princesse
- 1973 : The Killing King : Mme Orland
- 1975 : La Mort en rêve : l'astrologue
- 1980 : Cardiac Arrest : Mme Swan
- 1980 : L'Empire contre-attaque : L'Empereur
- 1980 : Les 13 Marches de l'angoisse : Mme Fowler
- 1981 : Street Music : Mildred
- 1984 : Crackers : Mme O'Malley

### Télévision
- 1950 : The Lone Ranger : Essie Newton (1 épisode)
- 1954 : Studio One : Martha (1 épisode)
- 1959 : One Step Beyond : Miss Parsons (1 épisode)
- 1960-1961 : My Three Sons : Cynthia Pitts (2 épisodes)
- 1962 : Alfred Hitchcock présente : la propriétaire terrienne (1 épisode)
- 1973 : Les Rues de San Francisco : la chirurgienne
- 1973 : La Famille des collines : Mme Grofut (1 épisode)